# L'Idéologie des stars
Albums de numéro#
Introduction à L'Idéologie des stars (EP)
(2006) Sport de combat
(2009)
L'Idéologie des stars est le premier album du groupe de synthpop canadien numéro#, sorti en novembre 2006 sur le label Saboteur Records.
L'album est sacré « Album de l'année - Musique électronique ou Techno » lors du 29e gala des prix Félix, distinction remise aux artistes québécois par l'ADISQ, en 2007

## Liste des titres
Toutes les paroles sont écrites par numéro#, toute la musique est composée par Jérôme Rocipon, Pierre Crube.
| 1.    | Hit-Pop                                      | 3:58 |
| 2.    | Balance-toi                                  | 3:10 |
| 3.    | Lâche ton style                              | 3:15 |
| 4.    | Star Model                                   | 2:43 |
| 5.    | Journaliste                                  | 3:23 |
| 6.    | La Vie d’artiste                             | 3:30 |
| 7.    | Chewing-gum fraise (feat. Omnikrom)          | 3:08 |
| 8.    | J'aime la bourgeoisie                        | 3:08 |
| 9.    | La Galerie d’art (feat. Red Foxx)            | 2:27 |
| 10.   | C'est fini                                   | 4:03 |
| 11.   | Monique                                      | 2:28 |
| 12.   | J'aime la bourgeoisie (vive le rock)         | 3:11 |
| 13.   | Chewing-gum fraise (feat. Guillaume Lizotte) | 2:37 |
| 41:00 |                                              |      |

### Chroniques
- « Numéro : premier album " L'idéologie des stars - Culture » Musique », sur Cap Campus, 23 mars 2008 (consulté le 4 avril 2020)
- « Numero# - L'Idéologie Des Stars », sur Pop Revue Express, 10 juillet 2008 (consulté le 4 avril 2020)
- Tristan, « L’Idéologie Des Stars - Un album de Numero# sorti en 2008 chez Saboteur - Chronique », sur Indiepoprock, 14 juin 2008 (consulté le 4 avril 2020)
- Sandrine Gaillard, « Numero# - Idéologie des Stars  (Saboteur)  avril 2008 », sur froggy's delight (consulté le 4 avril 2020)
- gdo, « Numero# - “l’idéologie des stars” (Saboteur) > Critiques > Labellisés », sur À découvrir absolument, 11 janvier 2008 (consulté le 4 avril 2020)